# Сніжко-Блоцька Олександра Гаврилівна
Олександра Гаврилівна Сніжко-Блоцька (8 (21) лютого 1909 — 29 грудня 1980) — радянська режисерка-мультиплікаторка українського походження. Відома численними екранізаціями авторських казок та фольклору народів світу.

## Біографія
Народилася 21 лютого 1909 року в Вовчанську (нині Харківська область) в сім'ї інженера-залізничника Гавриїла Миколайовича Сніжко-Блоцького. Батько рано помер і Олександра виховувалася в родині старшої сестри Лідії Гаврилівни та її чоловіка Яна Станіславовича Ольшамовських.
Незабаром Олександра і її опікуни переїхали в Рязанську губернію, в місто Шатура (нині Московська область). Там вона закінчила школу-семирічку, паралельно працюючи помічницею бібліотекаря в місцевому клубі. За словами дочки, саме тоді у неї прокинулася любов до казок, які вона збирала і екранізувала все своє життя.
Навчалася в студії живопису при Архітектурно-будівельному інституті у Івана Рерберга і в Центральній студії живопису і графіки у Іллі Машкова.
У 1932 році влаштувалася в кіножурнал «Союзкінохроніка» художницею-оформлювачкою. У 1934 році вступила на студію «Межрабпомфільм» в цех мальованого фільму, брала участь у фільмах режисерів Володимира Сутєєва і Дмитра Бабіченко як художниця-мультиплікаторка. З 1936 року працювала на студії «Союзмультфільм» асистенткою і другою режисеркою в групах Івана Іванова-Вано, Михайла Цехановскій, Олександра Євмененко та інших.
Спільно з Володимиром Полковниковим поставила мультфільми «Помаранчева шийка» (рос. Оранжевое горлышко) і «Зачарований хлопчик» (рос. Заколдованный мальчик). З 1956 року працювала самостійно.
Широку популярність Сніжко-Блоцької принесли екранізації казок і міфів народів світу, зокрема, цикл з п'яти мультфільмів за мотивами давньогрецької міфології, а також екранізації казок Пушкіна, Кіплінгаа, Гайдара, Лагерлеф. З 1961 року і до закінчення режисерської діяльності співпрацювала з композитором Віталієм Гевіксманом, який писав музику до її мультфільмів.
Померла 29 грудня 1980 року, похована на Фенінському кладовищі міста Желєзнодорожний, Московська область.

### Родина
В шлюб не вступала ніколи, однак була в стосунках з радянським композитором Львом Шварцем, надалі одруженим з її сестрою.
- - Донька — Сюзанна Львівна Богданова.
- Брат — Микола Гаврилович Сніжко-Блоцький (1888—1941), есер, після амністії 1919 року підписав заяву про відмову від контр-революційної діяльності, в 1921 році був заарештований вночі хворим, і після 5-годинного нічного допиту Агранов змусив його підписати протокол з перекрученими показаннями. Був свідком звинувачення на процесі партії правих есерів, в ході процесу відмовився від показань даних на досудовому слідстві[5], інженер-винахідник, працював за договором у Всесоюзному радіокомітеті при РНК СРСР. Заарештовано 6 травня 1941 року, 7 липня 1941 засуджений ВК ВС СРСР до розстрілу, 16 жовтня 1941 розстріляний в Москві[6].
- Сестра — Надія Гаврилівна Сніжко-Блоцька, радянська художниця.
  - Племінник — Олександр Львович Шварц (1945—2020), радянський і російський художник, музикант.

## Фільмографія

### Режисерка-постановниця
- 1954 — «Помаранчева шийка» (рос. Оранжевое горлышко)
- 1955 — «Зачарований хлопчик» (рос. Заколдованный мальчик)

### Режисерка
- 1937 — Хоробрий заєць (рос. Храбрый заяц)
- 1947 — Горбоконник
- 1949 — Гуси-лебеді (рос. Гуси-лебеди)
- 1951 — Казка про мертву царівну та сім богатирів (рос. Сказка о мёртвой царевне и о семи богатырях)
- 1952 — Снігурочка (рос. Снегурочка)
- 1957 — Верліока (рос. Верлиока)
- 1958 — Казка про Мальчиш-Кибальчиша (рос. Сказка о Мальчише-Кибальчише)
- 1959 — Бурштиновий замок (рос. Янтарный замок)
- 1961 — Дракон — приз «Чорний лотос» на II МКФ в Делі
- 1962 — Чудовий сад (рос. Чудесный сад)
- 1963 — Баранкін, будь людиною! (рос. Баранкин, будь человеком!) — приз та Бронзова медаль XV МКФ у Венеції
- 1963 — Дочка сонця (рос. Дочь солнца)
- 1965 — Ріккі-тіккі-таві (рос. Рикки-тикки-тави)
- 1967 — Казка про золотого півника (рос. Сказка о золотом петушке)
- 1968 — Кіт, який гуляв сам по собі (рос. Кот, который гулял сам по себе)
- Цикл «Легени та міфи Стародавньої Греції»:
  - 1969 — Повернення з Олімпу (рос. Возвращение с Олимпа)
  - 1971 — Лабіринт (рос. Лабиринт)
  - 1971 — Аргонавти (рос. Аргонавты)
  - 1973 — Персей (рос. Персей)
  - 1974 — Прометей (рос. Прометей)
- 1990 — Лапландські казки (рос. Лапландские сказки)

### Художниця-постановниця
- 1937 — Негритянська казка (рос. Негритянская сказка)
- 1938 — Казка про доброго Умара (рос. Сказка о добром Умаре)

### Художниця-мультиплікаторка
- 1934 — Клякса в Арктиці (рос. Клякса в Арктике)
- 1935 — Квартет
- 1935 — Клякса-перукар (рос. Клякса-парикмахер)
- 1937 — Гучне плавання (рос. Шумное плавание)

### Асистентка режисера
- 1944 — Вкрадене сонце (рос. Краденое солнце)
- 1944 — Телефон
- 1945 — Зимова казка (рос. Зимняя сказка)